# Nickelhexacyanidoferrat(II)
Nickelhexacyanidoferrat(II) ist eine anorganische chemische Verbindung des Nickels aus der Gruppe der Hexacyanidoferrate. Seine wässrige Lösung zeigt nur einen geringen Elektrochromismus von gelb zu farblos.

## Gewinnung und Darstellung
Nickelhexacyanidoferrat(II) kann durch Reaktion Nickel(II)-nitrat mit Kaliumhexacyanidoferrat(II) gewonnen werden.
{\displaystyle \mathrm {2\ Ni(NO_{3})_{2}\ +K_{4}[Fe(CN)_{6}]\rightarrow Ni_{2}[Fe(CN)_{6}]\downarrow \ +\ 4\ KNO_{3}} }

## Verwendung
Nickelhexacyanidoferrat(II) wird als Elektrodenmaterial in Batterien und als Zwischenprodukt zur Herstellung von Biosensoren verwendet.